# WMS Industries
WMS Industries, Inc. (NYSE: WMS) är ett amerikanskt spel- och nöjesföretag med bas i Waukegan, Illinois. Företagets rötter kan spåras till 1943 då Williams Manufacturing Company, grundades av Harry E. Williams. Dock bildades företaget, i dess nuvarande form, formellt 1974 under namnet Williams Electronics, Inc. De utvecklade pinbollspel med fasta tillståndets elektronik bland annat Black Knight fran 1980